# Colméia
Colméia är en kommun i Brasilien.   Den ligger i delstaten Tocantins, i den centrala delen av landet, 800 km norr om huvudstaden Brasília. Antalet invånare är 8 607.
Omgivningarna runt Colméia är huvudsakligen savann. Runt Colméia är det glesbefolkat, med 9 invånare per kvadratkilometer.